# Hugh Aloysius Drum
Hugh Aloysius Drum (19 septembre 1879 - 3 octobre 1951) est un lieutenant général américain.

## Biographie

### Jeunesse
Il est le fils du Capitaine John Drum (1864-1898), qui est mort à Cuba lors de la guerre hispano-américaine.
En 1894, il est diplômé du Xavier High School de New York. Il rejoint le Boston College. Comme il est le fils d'un vétéran mort au combat, il reçoit le titre de Sous-lieutenant.
Il commence sa carrière dans le 12e régiment d'infanterie (États-Unis).

### Première Guerre mondiale
En 1914, il est membre du Staff du commandement de Frederick Funston durant Bataille de San Juan de Ulúa.
En 1917, John J. Pershing le nomme colonel, et devient assistant dans la première armée en 1918. Il participe à l'Offensive Meuse-Argonne en 1918.

### Entre-guerres
Il sert à l'école militaire de Fort Leavenworth au Kansas.
De 1926 à 1927, il sert comme commandant dans la 1re brigade d’Infanterie.
En 1931, il est promu major général est commande le 5e Corps basé à Fort Hayes dans l'Ohio.
En 1933, il retourne à Washington et sert dans le groupe du général Douglas MacArthur.
De 1935 à 1937, il commande le département de Hawaï.
En 1938, il est membre de l'État-major de la 1re armée (États-Unis) à Fort Jay, Governors Island, à New York, avec le général Malin Craig et George Marshall. Il est promu lieutenant-général en août 1939.